# 唐德全
唐德全（Tang Tak Chuen），香港資深傳媒人，前亞洲電視副總裁兼亞視新聞副總監，前無綫電視新聞部副總監。

## 簡介
唐德全於1980年代入行，先後任職無綫新聞和亞視新聞，他於2000年至2005年出任亞視新聞部副總裁，當時上司是時任新聞部高級副總裁關偉，於亞視工作5年後離任。唐德全離開亞視後曾在城市大學短暫任教與新聞相關課程，其後轉職無綫新聞部副總監。2011年9月，唐德全重返亞視任職副總裁兼亞視新聞部副總監。